# Льдинка (острів, Земля Франца-Йосифа)
Льди́нка (рос. Льдинка, дос. «крижинка») — острів архіпелагу Земля Франца-Йосифа. Адміністративно відноситься до Приморського району Архангельської області Росії.
Розташований у північно-західній частині архіпелагу за 90 метрів від південно-східного узбережжя Землі Олександри між мисами Абросимова і Крижаний.
Має витягнуту форму довжиною близько 180 метрів і шириною 30-50 метрів. Повністю покритий льодом, істотних підвищень не має.